# Aspidosperma myristicifolium
Aspidosperma myristicifolium là một loài thực vật có hoa trong họ La bố ma. Loài này được (Markgr.) Woodson mô tả khoa học đầu tiên năm 1951.